# 유로화 관련 언어 문제
유로화 관련 언어 문제는 유로 사용과 함께 철자법 문제로 야기된 여러 논란을 뜻한다. 대부분의 나라에서는 euro/cent를 쓰고 있으며 문법적 특성에 따라 복수형 등이 달라진다.
개별 언어의 차이가 있기 때문에 EU 공식 문서 외에 각국 입법 문서에서는 철자법에 차이가 있다.
단수형을 표기할 때는 모든 회원국에서 알파벳 차이가 있다 할지라도 동일 표기해야 한다. 이는 단일 시장에서 혼란을 피하기 위한 것이다.(그리스어:'ευρώ', 키릴 문자:'евро') 복수형의 경우 eur-의 어근을 벗어나지 않는 한 변형이 용인된다. 달러나 파운드화 표기와 같이 유로도 첫글자를 대문자로 쓰지 않으며 적당한 경우에만 -s를 복수형 영어로 표기한다.

## 그리스어
그리스에서는 유로화를 에브로(ευρώ, [evˈro])라고 부른다. 단어 맨 뒤에는 오미크론 대신 오메가를 썼는데, 오미크론을 쓰면 격변화가 일어나기 쉽기 때문이다. 유럽(Ευρώπη)이라는 단어의 기원을 강조하기 위한 측면도 있다.
센트의 경우 렙토(λεπτό, 복수형: λεπτά 렙타)를 쓰며 이 명칭을 오래전부터 그리스 통화를 지칭할 때(대개 소액) 썼기 때문에 굳어졌다.
회화체로는 5유로의 경우 '탈리로'(τάληρο)를 쓴다. 이 단어는 이탈리아어 'talero'에서 유래한 것으로서 20 유로 지폐는 '이코사리코'(εικοσάρικο) 혹은 '이코사리'(εικοσάρι)로 부른다.
그러나 키프로스에서는 단수와 복수에 상관 없이 'cent'로 표기하는데, 과거 1/100 키프로스 파운드에서 썼던 표현을 주민 간의 위화감을 막기 위해 채택한 것이다.

## 네덜란드어
네덜란드어에서는 대개 복수형을 따로 표기하지 않는 것이 일반적이다. 과거 네덜란드 굴덴과 벨기에 프랑에서도 그러했으며 유로에서도 이는 동일하다. 5유로의 경우 5 euro라고 표기한다. 단수와 복수가 함께 쓰이기 때문이다. 다만 -s를 쓰는 경우가 종종 있으며 centen은 동전을 가리키는 말로 쓴다.
유로화는 100 cent로 나뉜다. 벨기에에서는 1, 2, 5 센트는 koper로 네덜란드어로서는 copper라 표기한다. 동전을 니켈로 만들기 때문이라고 한다.
네덜란드어로 표기한 문서에서는 유로 통화 기호를 수치 앞에 두는 것이 일반적이다.

## 노르웨이어
노르웨이어에서는 철자법에 대한 어려움이 있었다. euro가 남성명사적 특성이 있기 때문에 노르웨이어에서는 복수형 -ar를 붙여야 했다. 그러나 외국환의 경우 예외인 것처럼 예외를 적용할 것인가가 문제의 초점이었다. 노르웨이언어위원회는 1996년 euro로 써야 한다는 결정에 이르렀다.

## 덴마크어
덴마크어에서 유로는 euro 또는 euroer라고 쓰며 센트의 경우 cent, eurocent로 쓴다.

## 독일어
독일어의 경우 Euro와 Cent를 단·복수 공통으로 쓴다. 다만 모든 수치가 중성 혹은 남성명사일 때에 해당한다. 하지만 주화 자체에 대해 말할 때는 Euros와 Cents를 쓴다.
소유격의 경우에만 (des) Euros 혹은des Euro.를 쓴다.
센트(cent)라는 철자법은 독일어 내에 널리 사용되지 않고 있으며 중복되는 발음을 피하기 위해서 사용하지 않는다. 외래어를 그대로 차용하기 때문에 대문자를 쓰기도 하며 발음은 사용자에 따라 차이가 큰 편이다.
약어 및 속어: 오스트리아와 독일의 경우 유로화를 Teuro로 부른다. 젊은이의 경우 인터넷에서 복수로 Euronen를 쓰기도 한다. 유래에 대해서는 정확히 알려진 바가 없다.
오스트리아 동부에서 Eumeln (복수형만)은 '별 볼 일 없는 사람'을 뜻하는 것으로서 유로라는 단어와 접미어 -ln을 붙인 것이다.

## 라틴어
일반적으로 라틴어에서는 euro 표현을 그대로 쓰나, 복수형의 경우 가산형일 때 eurones를 쓴다.
대격의 경우에는 euronem와 eurones를 쓰고 있다. 여격상(간접목적어)으로는 euronis;euronum;euronī를 쓴다. 마지막으로 "에서"의 뜻을 지닌 탈격의 경우eurone와 euronibus를 쓴다.

## 라트비아어
라트비아어에서는 두가지 표현이 존재한다. 대부분 'eiro'를 쓴다. 이는 라트비아어의 유럽 표기(Eiropa)에서 온 것이다.
국문론자들은 라트비아어화한 eira 것이 적절하다고 생각한다.  Eirai는 for the euro를 의미하며 eirās는 in euros로 쓴다. 반대로 eiro는 다른 모든 라트비아어 명사와 같이 "-o"로 끝나긴 하지만 중의적인 표현으로 해석될 소지가 지나치게 많은 것이 문제다.
공식적인 사용법은 eira이며 라트비아 기술부에서 인증받은 표현이다. 문법적 일치를 이뤄야 한다는 우려가 많았지만 일부 매체와 은행에서는 eiro라는 결정 이전 표현을 그대로 쓰고 있다.

## 러시아어
러시아는 공식적인 유로존 회원국이 아니지만 핀란드와 국경을 맞대고 있어 관광과 무역으로 수많은 유로화가 유입되고 있다. 러시아어에서는 불가리아어와 마찬가지로 евро를 쓰며 단복수형이 같다. 센트는 цент이며 복수형은 центы이다. 복수형의 자국어 자체 표기가 따로 정해진 것이 없어서 회화체로는 евры 'yevry' 따위를 쓴다. 이탈리아어와 같이 евро 표기는 격변화를 따로 하지 않으며 중성명사이다. 센트는 음역하여 цент('tsent')로 표기하며 복수형은 центы('tsenty')이다. 가산형태의 경우 1센트는 цент이며 끝나는 숫자에 따라 표기법이 달라진다.  미국 달러의 센트와 구분 짓기 위해 'yevrotsent' 혹은 'evrocent'를 쓰기도 한다.

## 레온어
레온어에서는 유로를 "euru"로 쓰며 복수형은 "euros"로 쓴다.

## 루마니아어
루마니아어에서 유로와 센트는 영어와 표기법이 같다. 현재 특별한 어려움 없이 언어권 사용자들이 그대로 쓰고 있다.

## 리투아니아어
리투아니아어에서는 euras, centas로 쓰며 외국환과 구분하기 위해서 eurocentas를 쓴다. 복수형의 경우 eurai, centai (eurocentai)를 쓴다. 리투아니아어에서는 외래어가 들어올 경우 자국어화하는 과정에서 어미가 추가되거나 변형되는 경우가 많다.

## 몰타어
몰타어의 경우 유로를 ewro로 쓰지만 법적으로 유효한 명칭은 아니다. Ewro는 몰타어 특성상 w를 쓰고 있다. 사실 단어의 결합에 있어 E와 U가 결합할 수 없기 때문에 일어난 현상이다. 복수형 변화가 없으며 센트의 경우 ċenteżmu(복수형, ċenteżmi)이 있다.
몰타어에서는 항상 소문자로 쓰며 문장에서 처음 쓸 때, 남성명사 단수일 때만 대문자 표기가 허용된다.

## 불가리아어
불가리아어는 키릴 문자를 사용한다. 현재 발행되고 있는 지폐의 디자인은 그리스어와 라틴어로 표기하고 있다. 주화의 경우도 마찬가지이지만 그리스어 표기를 채택한다면 추가적인 표기가 앞면에 들어가야 한다. 불가리아어에서는 евро로 쓰며 복수형의 경우 евро, евра/ еврота 따위로 쓰나 евро가 가장 흔하다. 후치 정관사를 포함해 еврото 로 쓰기도 한다.
유로센트의 경우 евроцент로 표기하며 불가리아에 유로화가 통용되기 시작하면 부를 명칭이 될 것이다. 유로 표기 시에는 복수형에 다른 명칭을 두지 않았지만 센트의 경우 евроцент (기본), евроцентът (정관사 포함), евроцентове (복수), 2 евроцента (불가산명사 형태)를 쓴다.
초기에 유럽중앙은행과 유럽위원회는 불가리아가 유럽 전역에 공통 적용되는 규칙을 따르게 위해서는 ЕВРО를 ЕУРО로 바꿔야 한다고 주장한다. 불가리아 정부측은 불가리아어의 음성학적 특성을 달려 그대로 유지해야 한다고 주장하고 있다.
2007 유럽 연합 회담에서 불가리아가 현재의 표기인 евро를 모든 공식 유럽연합 문서에 표기하도록 하는 방안이 통과됐다.

## 세르비아어
세르비아어에서 유로와 센트는 키릴 문자를 사용하는 특성상 евро, evro이며 복수형은 евра/evra/ 센트는 цент(복 центи/centi)이다.
세르비아어에서는 헌법상 키릴 문자가 공용문자이므로 세르비아어 키릴 문자표기를 따르지만, 종종 세르비아어 로마 문자도 함께 쓴다.

## 스페인어
스페인어에서는 euros를 복수형으로 쓰며 센트의 경우 céntimo (복수 céntimos)를 쓴다. 스페인 페세타가 없어지면서 1980년 이후로 센티모 동전이 발행되지 않고 있다. 스페인어에서는 모음이 그대로 발음되므로 "에우로"라고 발음한다.

## 슬로바키아어
슬로바키아어의 경우 유로와 센트는 영어표기법 그대로 쓰며 2-4는 2 eurá/centy, 더 큰 수의 경우에는 5 eur/centov로 쓴다. 유로화는 그대로 u를 쓴다.

## 슬로베니아어
슬로베니아어에서는 각각 evro와 cent로 표기하며 복수의 경우 2 evra/centa , 3 evri/centi, 5 evrov/centov로 표기한다. Evro는 슬로베니아어에서 유럽을 Evropa를 쓰기 때문에 그대로 v를 쓰고 있다.
그러나 v 발음은 특성산 w에 가깝다. 그러나 법문의 경우 유럽연합의 규칙을 따라 ‘euro’로 많이 쓴다.

## 스웨덴어
스웨덴어에서 유로 표기는 euro(cent)로 쓰며 단복수에 차이가 없다. "the euro"의 경우 스웨덴어 정관사에 따라 "euron"를 쓴다.
스웨덴 매체에서는 공식적인 표기를 쓰고 있지만 영어식 발음을 쓰는 경우도 많다. 이는 국문론자의 거센 반발을 사고 있으며 유로화가 여전히 외국환이므로 특별히 다른 별칭은 없다.
핀란드에서는 핀란드어와 함께 스웨덴어가 공용어이다. 때문에 스웨덴어의 공식표기를 쓰고 있으나 발음에는 차이가 있어 핀란드어 발음에 가깝다.

## 아랍어
아랍 세계에서 유로화는 대개  يورو 로 표기하며 영어식 발음을 하여 [ju ru;]라고 발음한다. 대개 단수, 복수에 상관 없이 함께 쓰나 가끔 복수형에는 يوروات (juːruwaːt}})라고 표기한다.

## 아스투리아스어
아스투리아스어의 경우 유로화 표기에 따른 철자법에 논란이 있다. 아스투리아스어 공식 언어협회에서는 euru라고 표기한다. 이는 언어적 특성상 명사가 대개  -u인 것에 착안한 것이지만 국제적으로 euro를 쓰기 때문에 논란이 있다. 실제로 짧은 단어의 경우 -o의 표기를 쓰는 경우도 있기 때문에 논란이 가중되고 있다.

## 아이슬란드어
아이슬란드에서는 유로를 evra로 칭하며 유럽을 뜻하는 Evrópa에서 파생해 여성명사이다. 유럽계 언어 중에서는 페로어와 함께 유로가 여성명사이다. 복수형의 경우에는 보통 evrur이다. 센트는 대개 sent로 부르며 중성명사이다. 그러나 문어체의 경우 0,20 evrur 따위로 쓴다.

## 아일랜드어
아일랜드어에서는 영어 단어인 euro, cent를 그대로 쓴다. 스펠링과 발음에도 차이가 없으며 아일랜드어의 모음 조합에도 특별한 영향을 받지 않아 숫자 뒤에 기호가 온다. 남성명사로 eoró (복수형: eorónna)이 동전에 새겨져 있었다. eoró와 ceint가 문어체 및 문학작품에서는 공식적인 표현으로 인정되다시피 하지만 외국어 도입에 대한 공식적인 입장 정리가 되지 않은 관계로 euro라는 표현이 그대로 쓰이고 있다.

## 에스페란토어
에스페란토어에서 유로는 "eŭro"라 부른다 이는 유럽을 "Eŭropo."로 쓰기 때문이다. 센트의 경우 cendo로 쓴다. o는 다른 명사와 같이 -o 어미와 합응하는 것이지만 소리의 경우 에 혹은 우 소리에 가깝게 난다. 에스페란토어의 경우 언어의 특성을 살려 이중모음 eŭ를 쓰기로 했다. 복수형의 경우 eŭroj, 센트의 경우 cendoj로 쓴다.

## 영어
유럽연합의 조치에 따른 유로 표기에 대해서 영어권에서는 특별한 법적 조치를 필요로 하지 않았다. 이러한 관행은 복수형을 표시할 때 문제점이 야기되면서 법적 문제 외에서 논의됐다. "-s"를 붙이지 않는 복수형이 유럽 헌법 상 인정되면서 영어에서도 복수형을 쓰기로 했다. 유럽연합 산하 번역국은 현재 일반 복수형을 euros나 cents로 써도 된다고 규정한다. 유럽위원회의 영어권 문체 알림서에서는 이전에 공식 문서에서 복수형을 써야 한다고 규정했지만 지금은 용법상 특별한 문제가 없다고 보고 있다. 파운드화, 달러 등을 영어로 표기할 때에도 s를 붙이기 않기 때문으로 첫글자를 대문자로 쓰지 않으며 복수형 어미 -s를 취한다. 센트도 동일하다.(용례: This book costs ten euros and fifty cents.) 2006년 이전에는 복수형에 대해 특별한 언급이 없었다고 한다. 일부에서는 영어에서 엔, 바트 등을 쓸 때에도 -s를 붙이지 않는데 괜히 붙일 필요가 있느냐고 주장하기도 한다.
통화 기호나 약어가 액수 앞에 나온다. 약어의 경우 띄어쓰기를 하고 액수가 오지만 기호의 경우 그렇지 않다. 이는 유럽위원회의 추천 방식이다.

### 아일랜드
아일랜드에 유로가 도입되면서 아일랜드 재정부는 euro를 단·복수 공통 용어로 쓰기로 했다. 아일랜드 방송국이 재정부 방침을 그대로 따랐기 때문에 뉴스 및 아일랜드에서 제작한 광고의 경우 복수형을 굳이 쓰지 않는다. 그렇지만 영국에서 제작한 광고의 경우 대개 "-s"를 쓴다.
아일랜드 국민 다수가 euro, cent를 쓰며 이런 과정에서 복수형 권고안이 등장하면서 복수형도 쓰고 있다. 복수형을 쓰지 않는 것에 대해서도 불만 여론이 있다. 영문법을 바꾸려 해서는 안 된다고 주장한 것이 근거인데 사실 이는 그른 것이다. 유럽 위원회는 애초에 복수형 서술을 할 때에는 합법적인 안을 뽑을 때 헌법 등 일부 문서에서만 쓸 것을 권고한 것이었다. 따라서 이는 아일랜드 방송사가 유럽위원회의 안을 어긴 것이다.

### 호주, 캐나다, 미국과 영국
아일랜드를 뺀 대부분의 영어권 국가에서는 유로가 법정 통화가 아닌 관계로 일반 복수형을 쓴다. 영국의 매체들은 euros, cents의 형태를 선호한다. 환전의 경우 미국과 캐나다에서는 -s를 쓴다.
euro-cent는 오스트레일리아, 캐나다, 미국에서 쓰는 용어이며 자국 통화에 "센트"가 있기 때문에 구분을 위한 것이다. 공식적인 용법은 아니지만 보통 쓰는 편이다. "eurodollar"라는 표현은 미국에서 널리 쓰이는 것으로 자국 외에 예금한 유로를 칭하기 위해 쓴다.

## 우크라이나어
우크라이나는 2009년 1월 1일에야 유로존이 됐지만 오래전부터 언어적 표기에 대한 논의가 있었다. 표준어에서는 евро ('evro')로 표기하며 다만 러시아어와 비슷하게 발음이 나는 편이다. 단수형과 복수형이 같으며 센트의 경우 цент ('tsent', 단수), центи ('tsenty', 복수)로 표기한다.

## 웨일스어
웨일스어의 경우 남성명사인 ewro로 쓰며 센트의 경우 sent를 쓴다. 복수형은 sentiau이다.

## 이탈리아어
이탈리아어의 경우 euro가 널리 쓰이며 단수와 복수 공통이다. 발음은 북부와 남부 주민에 따라 차이가 나타나는 편이다. 드물게 euri라는 복수형이 쓰이기도 한다. 그러나 복수형에 대한 문제는 오래전부터 논의 대상으로 남아 있으며 심지어 유로화 도입 전부터 존재했다. 때문에 사용자 사이에 일부 불확실한 표현에 대한 의구심이 있다.
2002년 12월 18일 열린  이탈리아 상원회의에서 복수형을 euri를 공식적으로 채택하자는 결의안이 상정됐지만 곧 부결됐다.
cent라는 단어는 매체를 제외하고서는 centesimo를 대부분 사용한다. 복수형은 centesimi이다. Cent는 전기 및 전화료 청구서에만 등장하는 단어이다.

## 체코어
체코어에서는 영어와 마찬가지로 euro와 cent를 쓴다. 체코어에서 유럽을 Evropa라 쓰기 때문에 표기에 차이가 있을 수 있었으나 "euro-"를 기준 접두사로 쓰고 있다.
euro는 중성 명사이지만 cent는 남성명사로서 hrad로 어미변화를 한다.

## 카탈루냐어
카탈루냐어에서 단수와 복수형은 "euros"로 동일하다. 동부 카탈루냐 지역에서는 발음이 "euro"이나 발레아레스 제도와, 발렌시아 지방의 경우 발음에 약간의 차이가 있다.
센트의 경우 "cèntim"(복수형 "cèntims")를 쓴다.

## 크로아티아어
크로아티아어에서 유로와 센트는 각각 euro , cent로 불리며 외국환과 구별을 위해서는 때때로 eurocent라 칭하기도 한다. 복수형은 2 eura/centa이다.
두 표현 모두 크로아티아어에서는 중성 명사이다.

## 터키어
튀르키예어와 북키프로스에서는 터키 리라를 신도입해 쓰고 있지만 유로도 널리 쓰이고 있었다. 안정적인 투자를 위해서 유로화를 더 많이 쓰고 있다. 구어에서는 거의 euro를 쓴다.
영어식 발음이 널리 퍼지면서 터키어협회는 공식적으로 avro라는 표기를 채택했다. 접두어 "av"는 유럽을 의미하는 Avrupa에서 따온 것이다. 언어협회의 캠페인으로 현재 대부분의 매체에서 해당 표기를 공식적으로 채택하고 있다. 일반적인 쓰임으로는 아직까지 널리 퍼지지 못했다.

## 페로어
페로 제도에서 쓰는 페로어의 경우 유로화를 evra를 쓰며 이는 여성명사인 Evropa에서 유래한 것이다. 복수형의 경우 evrur를 쓴다. 센트의 경우 보통은 sent를 쓰며 중성명사이다.

## 포르투갈어
포르투갈어에서 euro는 포르투갈어로 거의 정착됐으며 일반 복수형의 경우에도 euros와 같이 쓴다. 센트의 경우 cêntimo (단수), cêntimos (복수)를 쓴다.
cêntimo는 포르투갈 이스쿠두가 없어지면서 과거 centavo와 구분을 위해 쓰고 있다.

## 폴란드어
폴란드어에서는 유로화를 형태에 상관없이 euro로 쓴다. 격변화를 하지 않으며 센트의 경우에는 격변화를 한다.

## 프랑스어
프랑스어의 경우 복수형은 euros로 쓴다. 프랑스언어협회가 이에 대해 명확하게 밝히고 있다. .
cent/cents는 프랑스와 벨기에에서 공통적으로 쓰이지만 논란의 여지가 있어 1/100 단위의 경우에는 centime/centimes로 쓴다. 프랑스에서는 centime 혹은centime d'euro이 cent보다 널리 쓰인다.
프랑스어 사용자인 벨기에인들은 벨기에 프랑에서 centime을 썼기 때문에 cent를 더 많이 사용한다. 프랑스어보다 벨기에에 영어와 네덜란드어의 영향이 더 많이 미치기 때문이기도 하다.

## 핀란드어
핀란드어에서는 센트를 sentti로 쓴다. 이는 'c'가 쓰이지 않기 때문이며 명사형에서는 '-nt'와 같이 끝날 수 없기 때문에 변형된 것이다. 단수형으로 euroa를 표기한다. 수치 표기 시 ;는 거의 쓰지 않으며 euron, euroa로 쓰기도 한다.
복수형이 kymmenet eurot 따위로 존재하지만 자주 쓰지 않는다. Sentti는 원래 의미가 센티미터이다. 따라서 이에 착안해 약어로는 snt를 쓴다.
속어로 ege로 표기하기도 한다.

## 헝가리어
헝가리어에서 유로는 euró로 강세가 있으며 센트는 그대로 cent이다. 수치 뒤에는 복수를 쓰지 않기 때문에 복수형이 특별히 없다. 강세가 붙은 이유는 문법적으로 단순히 "-o"가 끝에 올 수 없기 때문이다. 복수형으로는 따로 쓰지 않지만 전치사를 나타내기 위해서 뒤에 기타 어미가 붙는다. (예:  a euro", "for a euro", "from a euro", etc.)
헝가리는 리투아니아, 라트비아, 슬로베니아와 함께 자국어 용법과 철자법으로 공식 문서에 표기하려는 움직임을 오래전부터 보였지만 1998년 유럽 연합의 결정으로
공식 문서 표기는 무산됐다.

## 히브리어
이스라엘은 유럽 연합의 회원국이 아니기 때문에 유로를 법화로 쓰지 않는다. 그러나 유로 지폐와 동전이 지속적으로 유입되면서 발음과 표기법에 대한 히브리어 학자들의 논의가 이뤄졌다. 히브리어에서 공식 명칭은 히브리어협회가 제정한  אֵירוֹ 이며 유럽을 의미하는 אֵירוֹפָּה 에서 파생된 것이다. 이 표기는 이스라엘 대부분의 은행과 언론 매체에서 쓰이고 있다.
발음의 경우에는 영어식 발음을 거의 그대로 사용하고 있으며 יוּרוֹ 도 단수, 복수 상관 없이 쓰이고 있다.